# 町内会
町内会是日本的一种居民自治团体。可以自由加入或退出，但在某些时候，拒绝加入町内会会导致无法把垃圾扔在町内会管理的垃圾场。

## 其他地区的城镇组织
- 居民委员会